# André Leroi-Gourhan
André Leroi-Gourhan (25. srpna 1911, Paříž – 19. února 1986 tamtéž) byl francouzský antropolog, archeolog a historik, který se zabýval zejména pravěkými technikami a uměním. Spojoval vědeckou přesnost s živým slohem a nebál se ani filosofických zobecnění.

## Život
Už jako chlapec se nadchnul pro archeologii a antropologii, studoval nejprve orientální jazyky u Marcela Graneta, roku 1931 promoval z ruštiny a o rok později z japonštiny. Od roku 1933 se podílel na přeměně etnografického muzea (Trocadéro) v moderní Muzeum člověka (Musée de l'Homme) a pracoval také v Britském muzeu v Londýně. Roku 1937 byl vyslán na dlouhodobou expedici do Japonska, kde nasbíral materiál pro svou disertační práci pod vedením Marcela Mausse „Archeologie severního Pacifiku“, kterou roku 1939 obhájil. V letech 1940–1944 byl konzervátorem v Musée Guimet a opatroval sochařské poklady z Louvru, ukryté na zámku Valencay. Podílel se na francouzském hnutí odporu, za což byl roku 1945 vyznamenán Válečným křížem a křížem Čestné legie. Od roku 1946 byl zástupcem ředitele v Musée de l’Homme.
Roku 1954 obhájil druhý doktorát z fyzické antropologie o mechanické rovnováze lebky u pozemských obratlovců, roku 1956 byl jmenován profesorem obecné archeologie a prehistorie na Sorbonně, roku 1968 byl zvolen na stolici prehistorie v College de France a také členem Institut de France. Roku 1973 byl vyznamenán zlatou medailí CNRS.

## Dílo
Leroi-Gourhan se věnoval archeologii prehistorických sídlišť a jeskynních maleb, pro mimořádně dobře zachované naleziště středního paleolitu v Pincevent, asi 70 km jihovýchodně od Paříže, vypracoval novou metodu prostorové rekonstrukce a přispěl k rozvoji archeologických metod vůbec. Věnoval se také studiu jeskynních maleb a ukázal, že nemají magicky účelovou povahu, ale například symbolicky zobrazují vztahy mezi muži a ženami.
Další významnou oblastí jeho práce bylo studium pravěkých technik a Leroi-Gourhan je považován za zakladatele antropologie techniky. Zabýval se otázkami metody, kladl důraz na společenské souvislosti a zavedl obecnou klasifikaci řemeslných technik, v níž je místo i pro estetickou stránku výrobků i nástrojů. Na jeho dílo navázalo množství přímých i nepřímých žáků, kteří pak rozvíjeli také metody experimentální archeologie.
| „ | Prehistorie není sbírání hlazených seker, tak jako botanika není trhání salátu na zahradě. | “ |

| „                          | Ve tvaru nástroje se setkává trojí hodnota: dokonalá mechanická funkce a její co nejlepší aproximace v materiálu, jež patří do oblasti technické, a konečně styl, který patří do oblasti etnické představivosti. | “ |
| — Le geste et la parole 2. | |   |

## Hlavní spisy
- L'Homme et la matière (Člověk a hmota), Paris, Albin Michel, 1943
- Milieu et techniques (Prostředí a techniky), Paris, Albin Michel, 1945
- Le geste et la parole (Gesto a slovo), Paris, Albin Michel, 1964–65
- Les religions de la Préhistoire (Prehistorická náboženství), Paris, PUF, 1964
- Préhistoire de l'art occidental (Prehistorie západního umění), Paris, Mazenod, 1965
- Dictionnaire de la Préhistoire (Slovník prehistorie), Paris, Presses Universitaires de France, 1988
- Pages oubliées sur le Japon (Zapomenuté stránky o Japonsku), Grenoble, Jérôme Millon, 2004